# فرانسوا-هانری پینو
فرانسوا-هانری پینو (به فرانسوی: François-Henri Pinault) (زاده ۲۸ مه ۱۹۶۲) کارآفرین و مدیر ارشد اجرایی فرانسوی است، که اکنون به‌عنوان مدیر عامل اجرایی و رئیس هیئت مدیره شرکت کرینگ فعالیت می‌نماید. وی فرزند ارشد فرانسوا پینو بنیانگذار شرکت کرینگ می‌باشد.